# تولی (ارومیه)
تولی، روستایی است از توابع بخش سیلوانه و در شهرستان ارومیه استان آذربایجان غربی ایران.

## جمعیت
این روستا در دهستان دشت قرار داشته و بر اساس سرشماری سال 1402 جمعیت آن 730 نفر (140خانوار)
بوده‌است.